# Ді Джей Купер
Донелл «Ді Джей» Купер-молодший (нар. 6 грудня 1990, Чикаго, Іллінойс, США) — американський професійний баскетболіст клубу «Іроні Несс Ціона» Ізраїльської баскетбольної Прем'єр-ліги. Після успішних чотирьох років виступів за Університет Огайо Купер брав участь у драфті НБА 2013 року, але не був обраний. Як гравець Університету Огайо, на початку свого останнього сезону Купер потрапив до 25 найкращих за кількістю найрезультативніших передач у Дивізіоні I та продовжував працювати над покращенням результатів упродовж сезону. Засоби масової інформації ліги назвали його найкращим гравцем року Середньоамериканської конференції перед сезоном, прогноз, який виправдався, коли він був названий гравцем року після регулярного сезону. У 2021—2022 роках він очолював ізраїльську баскетбольну Прем'єр-лігу як за результативними передачами за гру, так і за кількістю перехоплень за гру.

## Ранні роки
Купер виріс у Чикаго і перші три класи закінчив у місцевій школі. Як баскетбольний гравець за Сетонську академію він став номінантом нагороди McDonald's All-America і був визнаний 30-м найкращим гравцем у загальному рейтингу ESPN.com за 2009 рік. Купер набирав у середньому 16 очок і 7 передач за гру і привів команду до першого в історії академії чемпіонату штату, коли стали чемпіонами штату Іллінойс у класі 2A.
Купера запрошували кілька клубів Дивізіону I, зокрема «Бейлор Беарс». Зрештою він вирішив грати за Університет Огайо Дивізіону I, і головного тренера Джона Гроса, тому що «хотів відчути, що [він] є чиїмось пріоритетом», а Грос змусив його це відчути. Потім він підписав контракт з Огайо і приєднався восени 2009 року.

## Студентська кар'єра
Купер з самого початку показував високі результати у своєму першому сезоні 2009—2010. Він набирав у середньому 13,5 очка, 5,4 підбирання, 5,9 передачі та 2,5 перехоплення за гру. Він посів 11-е місце за результативністю та 17-те за підбираннями в MAC, тоді як за перехопленнями та результативними передачами 5-те та 7-е місця у національному рейтингу. Він був названий першокурсником року, а також допоміг «Огайо Бобкетс» перемогти «Джорджтаун Гояс» в першому раунді турніру НАСС 2010 року. Йому вдалося встановити нові рекорди за кількістю перехоплень (93) і передач (218) за один сезон.
На другому курсі Купера визнали найкращим гравцем року перед сезоном. Попри те, що він не виграв нагороду, він все одно потрапив у першу команду найкращих, після рекордну кількість результативних передач (263), а його середня кількість результативних передач (7,5) за гру посідала третє місце в національному рейтингу. У грі проти «Маями Редгоукс» він набрав своє 1000-е очко в кар'єрі; в іншій грі проти «Акрон Зіпс» він ледь не зробив трипл-дабл, набравши 25 очок, 9 передач і 8 підбирань.
На третьому курсі Купер виступав на турнірі НАСС 2012 року. У цьому сезоні Купер зробив перший трипл-дабл в історії «Бобкетс», набравши 14 очок, 10 підбирань і 10 передач у перемозі над «Портленд Пайлотс». Він був одним із претендентів на Приз імені Боба Коузі та Приз імені Люта Олсона ; наприкінці сезону Купер уже був рекордсменом за кількістю результативних передач.
Студентський баскетбольний аналітик ESPN Джей Білас назвав його одним із найкращих за передачами у країні під час щотижневого звіту Біласа 29 січня 2013 року. Він сказав про Купера: «[Він] може забивати, він може перехитрити, чудово справляється з пік-н-ролом і, здається, завжди приймає правильне рішення. Він точно може робити передачі, але що важливіше, він точно може грати. Він один з найкращих розігруючих в країні».
5 березня 2013 року Купер набрав 24 очки у «Баффало Буллс» і став єдиним гравцем в історії студентського баскетболу, який за кар'єру набрав 2000 очок, 900 передач, 600 підбирань і 300 перехоплень. Через шість днів його було включено до першої команди All-MAC третій рік поспіль. Купер завершив свою студентську кар'єру з 934 передачами та 328 перехопленнями, на той момент це 12-е та 18-е місце відповідно у Дивізіону I.
13 березня 2013 року Купер став найкращим гравцем року в Середньоамериканській конференції.
5 квітня 2013 року Купер став найкращим гравцем Сходу в матчі всіх зірок студентського Дивізіону І. За 30 хвилин він набрав 11 очок, зробив 9 передач і зробив 4 підбирання.

### Статистика
| Сезон     | Команда | Хв   | ФГМ-ФГА  | FG%  | 3PM-3PA | 3P%  | FTM-FTA | FT%  | Реб | Аст | Blk | Stl | PF  | ДО  | PTS  |
| --------- | ------- | ---- | -------- | ---- | ------- | ---- | ------- | ---- | --- | --- | --- | --- | --- | --- | ---- |
| 2009–2010 | Огайо   | 35.5 | 4.2–11.2 | .374 | 1,8–5,5 | .319 | 3.2–4.3 | .766 | 5.4 | 5.9 | 0,3 | 2.5 | 2.1 | 2.7 | 13.5 |
| 2010–2011 | Огайо   | 35.7 | 5.1–13.5 | .382 | 1,7–5,5 | .299 | 3.8–5.1 | .749 | 5.0 | 7.5 | 0,3 | 2.3 | 2.1 | 3.5 | 15.8 |
| 2011–2012 | Огайо   | 32.4 | 4.4–12.6 | .348 | 2,0–6,6 | .307 | 3.9–5.3 | .745 | 3.7 | 5.7 | 0,1 | 2.3 | 1.4 | 2.8 | 14.7 |
| 2012–2013 | Огайо   | 31.6 | 4.4–10.4 | .424 | 2.2–6.1 | .364 | 3.1–4.4 | .703 | 3.2 | 7.1 | 0,2 | 2.0 | 1.6 | 3.5 | 14.1 |

## Професійна кар'єра

### 2013—2015
Після того, як його не обрали на драфті НБА 2013 року, Купер підписав свій перший професійний контракт у серпні 2013 року з клубом з грецької баскетбольної ліги «ПАОК» на сезон 2013—2014.
18 серпня 2014 року він підписав контракт з російським «Енісеєм» з Красноярська на сезон 2014—2015. 12 травня 2015 року він підписав контракт з грецьким клубом «Панатінаїкос» на решту сезону.
1 серпня 2015 року підписав контракт з російським «Красним Октябрьом». 21 листопада 2015 року покинув російський клуб і підписав дворічний контракт з грецьким «АЕКом». Він залишив команду після 7 ігор. 25 січня 2016 року він підписав контракт з «Монако Баскет» на решту сезону.

### 2016—2018
8 серпня 2016 року Купер підписав контракт з французьким «Еланом Беарне По-Ортез». Купер був лідером результативних передач у сезоні По А 2016—2017, а після регулярного сезону його назвали найціннішим гравцем змагань.
8 липня 2017 року Купер підписав дворічний контракт з французьким клубом «Гравлин-Дюнкерк». 16 жовтня 2017 року після чотирьох ігор він залишив команду. Через три дні він повернувся до «Монако». Набираючи в середньому 6,9 очка та 7,2 передачі за гру у сезоні 2017—2018, Купер оголосив, що покидає «Монако» 7 вересня 2018 року.
10 червня 2020 року Купер підписав контракт з «Еланом Шалоном» з французької НБЛ Про А. Він залишив команду 8 жовтня після трьох ігор, набираючи у середньому 9,6 очка та 6,6 передачі за гру. 3 листопада Купер підписав контракт з «Дорадос де Чихуахуа» з мексиканської Національної професійної баскетбольної ліги; він зіграв за них дві гри. 14 грудня 2020 року підписав контракт із польським клубом «Стал Остров Вієлкопольскі» (Польща), але покинув його 23 грудня. 25 лютого 2021 року він підписав контракт з українським «Дніпром». Але Українська баскетбольна Суперліга призупинила діяльність у березні 2022 року.
Купер підписав контракт з «Бней Герцлія Баскет» з Ізраїльської баскетбольної прем'єр-ліги. У сезоні 2021—2022 він лідирував у лізі за середньою результативною передачею, роблячі у середньому 10,2 передачі за гру і середню кількість перехоплень — 2,4 за гру.
5 липня 2022 року він підписав контракт із клубом Ізраїльської Баскетбольної прем'єр-ліги «Іроні Несс Ціона».

### Відсторонення
У 2019 році ФІБА відсторонила Купера на два роки за використання чужої сечі у спробі обдурити допінг-тест. Тест спочатку вказав на підвищений рівень хоріонічного гонадотропіну, який найчастіше виробляється плацентою під час вагітності. За повідомленням, сеча належала його дівчині.

## Кар'єра у національній збірній
У 2014 році Купер подав заявку на отримання громадянства Боснії і Герцеговини. Він був призначений членом молодіжної чоловічої збірної Боснії і Герцеговини з баскетболу, і збирався зіграти у її складі на кваліфікаційному турнірі Євробаскету 2015. Однак спочатку він покинув країну через сімейні проблеми. Після повернення він отримав травму під час тренувального збору у Боснії і Герцеговині, і не зміг зіграти на кваліфікаційному турнірі. Зрештою, за даними Міжнародної федерації баскетболу, його боснійське громадянство так і не було оброблено.

## Статистика кар'єри

### Внутрішні ліги

#### Регулярний сезон
Зазначена лише статистика домашніх змагань. Не містить статистики ігр на європейських чемпіонатах.
| Сезон     | Команда | GP                            | GS | MPG  | FG%  | 3P%  | FT%  | RPG | APG | SPG | BPG | PPG  |
| --------- | ------- | ----------------------------- | -- | ---- | ---- | ---- | ---- | --- | --- | --- | --- | ---- |
| 2013–2014 | ПАОК    | Чемпіонат Греції з баскетболу | 26 | 30.5 | .531 | .317 | .783 | 4.8 | 6.6 | 1.6 | 0.0 | 10.6 |

#### Плей-офф
| Сезон     | Команда      | GP                            | GS | MPG  | FG%  | 3P%  | FT%  | RPG | APG | SPG | BPG | PPG  |
| --------- | ------------ | ----------------------------- | -- | ---- | ---- | ---- | ---- | --- | --- | --- | --- | ---- |
| 2013–2014 | ПАОК         | Чемпіонат Греції з баскетболу | 9  | 30.5 | .545 | .285 | .757 | 3.9 | 6.2 | 1.9 | 0.2 | 10.7 |
| 2014–2015 | Панатінаїкос | Чемпіонат Греції з баскетболу | 8  | 15.0 | .600 | .235 | .333 | 2.5 | 2.5 | 0.6 | 0.0 | 3.4  |